# Washingtoni haditengerészeti szerződés
Az ún. washingtoni egyezmények az Európán kívüli kérdéseket és a Távol-Kelet területi rendezését oldották meg 1921. november 12. – 1922. február 6. között. Részt vevő országok: Amerikai Egyesült Államok, Egyesült Királyság, Franciaország, Olaszország, Japán, Belgium, Hollandia, Portugália és Kína.

## Előzmények
A Párizs környéki békeszerződésekkel elégedetlen Egyesült Államok képviselői 1919. december 9-én elhagyták a kongresszust.
1920. március 19-én az Amerikai Szenátus leszavazta a versailles-i békeszerződések ratifikálását, és elutasította a létrejött többi békekötést is, és a volt hadviselő felekkel külön kötött békét.

## Négyhatalmi szerződés
- USA, Japán, Franciaország, Anglia
- Kölcsönös segítségnyújtási egyezmény
- A csendes-óceáni status quo fenntartása

## Öthatalmi szerződés
- USA, Japán, Franciaország, Anglia, Olaszország
- Flottaegyezmény, jelentősen csökkentette az egyes haditengerészetek méretét, régebbi hajók és újonnan épülők kötelező selejtezésével, 10 évre fel kellett függeszteni a csatahajók építését, ez alól csak Nagy-Britannia kapott felmentést, megépíthette a Nelson osztály két egységét, valamint meghatározza, hogy milyen arányú nehéz hadihajó (csatahajó, csatacirkáló) flottával rendelkezhetnek az aláíró országok egymáshoz képest:

Nagy-Britannia:5, USA: 5; Franciaország: 1,67; Japán: 3; Olaszország 1,67. Továbbá szabályozzák a nagyobb hadihajók maximális méreteit és fegyverzetét (csatahajó, csatacirkáló: 35 000 t, legfeljebb 406 mm-es ágyúk, cirkáló 10 000 t.legfeljebb 203 mm-es ágyúk, repülőgép-hordozó: 27 000 t). A megállapodás eredményeként a brit és amerikai csatahajóflotta között paritás jött létre, azonban a közepes (cirkáló) és könnyű (romboló) egységekben nagyarányú brit számbeli túlsúly érvényesült az Egyesült Államokkal szemben a II. világháború kitöréséig. Az egyezmény eredménye, hogy mind a brit Royal Navy, mind az amerikai US Navy kiegyenlíthetetlen, döntő 5 : 3 arányú erőfölényben volt a rivális japán flottával szemben. Franciaország és Olaszország viszonylatában a papírformával ellentétben az olaszok kellő anyagi erőforrások híján nem tudták elérni a számukra engedélyezett paritást.
- USA építhet bázisokat Alaszkában, a Panama-csatornánál és a Hawaii-szigeteken
- Nagy-Britannia is építhet bázisokat az Indiai-óceán körzetében (Szingapúr óriási erődje)
- Ezek célja: Japán területi növekedésének akadályozása (Japánban ekkor Ipari forradalom -> gyarmatokat akar)

## Kilenchatalmi egyezmény
- USA, Japán, Franciaország, Anglia, Olaszország, Kína, Szovjetunió, Hollandia, Németország
- Elismerik az önálló Kínát, amely ezentúl nem zárja el piacait a külföldi áruk elöl (nyitott kapuk elve).